# Our Little Wife (film fra 1918)
Our Little Wife er en amerikansk stumfilm fra 1918 af Edward Dillon.

## Medvirkende
- Madge Kennedy - Dodo Warren
- George J. Forth - Herb Warren
- Walter Hiers - Bobo Brown
- William Davidson - Elliot
- Kempton Greene - Tommy Belden